# Nederlands Zuivelmuseum
Het Nederlands Zuivelmuseum is een cultuurhistorisch museum in de Gelderse plaats Wapenveld dat aandacht besteedt aan de geschiedenis van de Nederlandse zuivel en de geschiedenis van de melkverkoper en de SRV. Het museum is gevestigd in de monumentale boerderij Erve IJzerman.

## Collectie
Het museum besteedt behalve aan melkproductie en handel aandacht aan de geschiedenis van Erve IJzerman en haar bewoners. Er wordt uitgelegd waaruit melk is samengesteld, hoe het in zuivelfabrieken verwerkt en vooral ook gedistribueerd wordt, de rol van melk bij flesvoeding en hoe er over melk door de Nederlandse Zuivel Organisatie geadverteerd is. Voorwerpen met betrekking tot het melktransport, de productie, verpakkingen, de SRV en melkslijterijen zijn onderdeel van de collectie. Ook zijn het woonhuis met bedsteden, stal en rosmolen van de voormalige boerderij te bezichtigen.
De voorkamer was in 2021 ingericht als de Annie Oosterbroekkamer, met een tentoonstelling ter gelegenheid van de 100e geboortedag van de streekromanschrijfster Annie Oosterbroek-Dutschun. Zij kwam in haar jeugd regelmatig op de boerderij en deze vormt het decor voor haar Annemarie-trilogie. Vanaf de boerderij start een fietsroute langs verscheidene andere locaties die in de boeken van Annie Oosterbroek een rol speelden.

## Geschiedenis
Het museum komt voort uit de verzamelingen van Jaco Heeren uit Exloo en Peter van Moerkerk uit Oosterhout (gld), beide oud melkboer en/of SRV man. In 1995 werd dit met collecties van twee andere melkboeren ondergebracht in de stichting Melkboeren- en Zuivelmuseum De Melkmaten. Een klein museum werd geopend op een industrieterrein in Rotterdam. Na de aankoop in 2012 van de boerderij begon de samenwerking met Stichting IJzerman om in de boerderij een nationaal zuivelmuseum op te richten.
Na de restauratie werd in 2018 als eerste de voorkamer ingericht en ging het complex open voor publiek. Door problemen bij de verdere restauratiewerkzaamheden en het uitbreken van de coronacrisis, moest het museum in 2019 en 2020 gesloten blijven.
De zuiveltentoonstelling opende haar deuren voor bezoekers op 7 augustus 2021 en is op 11 september 2021 op Open Monumentendag officieel geopend door gedeputeerde bij de provincie Gelderland Peter van 't Hoog.

## Erve IJzerman
De boerderij Erve IJzerman heeft een driekaps bedrijfsgedeelte en is gebouwd in 1898. De boerderij heeft een voorhuis met een Vlaamse gevel en vormt met het achterhuis een T-boerderij. Het achterhuis is links en rechts geflankeerd door twee evenwijdige en gelijkvormige bijschuren waardoor een grondpatroon van een vork ontstaat. In de drie schuren waren respectievelijk varkens, koeien en paarden ondergebracht.
De boerderij is in vrijwel oorspronkelijke staat, waarbij de rosmolen, bakoven en bedsteden nog aanwezig zijn. Ook de bakstenen schuur en de hooiberg aan de achterzijde zijn een rijksmonument en in vrijwel authentieke staat. De boerderij heeft sinds 2002 de status van rijksmonument. De boerderij is sinds 2012 eigendom van de erfgoedorganisatie BOEi en werd tussen 2014 en 2020 volledig gerestaureerd.